# 聖伊薩貝爾德西瓜斯區
聖伊薩貝爾德西瓜斯區（西班牙語：Distrito de Santa Isabel de Siguas），是秘魯的一個區，位於該國南部阿雷基帕大區的阿雷基帕省，始建於1857年1月2日，面積187.98平方公里，海拔高度1,360米，2005年人口990，人口密度每平方公里5.3人。